# ジッロ・ポンテコルヴォ
ジッロ・ポンテコルヴォ（Gillo Pontecorvo, 1919年11月19日 - 2006年10月12日）は、イタリアの映画監督。ヴェネツィア国際映画祭で金獅子賞を受賞した『アルジェの戦い』の監督として知られる。

## 来歴

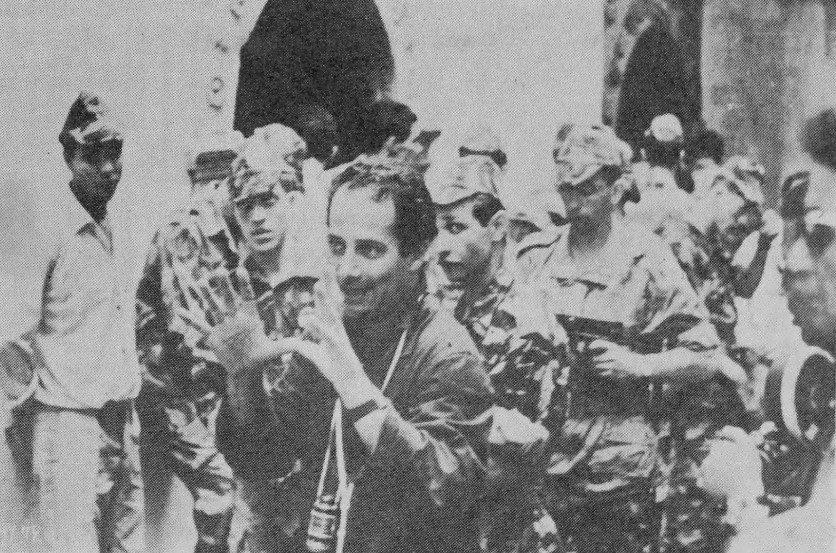
『アルジェの戦い』の撮影現場。

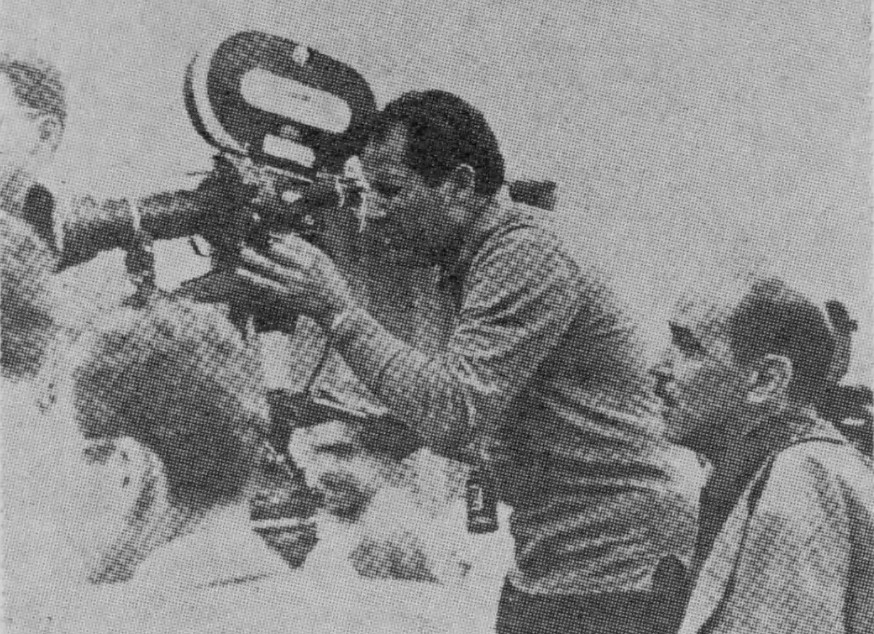
『アルジェの戦い』の撮影現場。カメラをのぞくポンテコルヴォ。

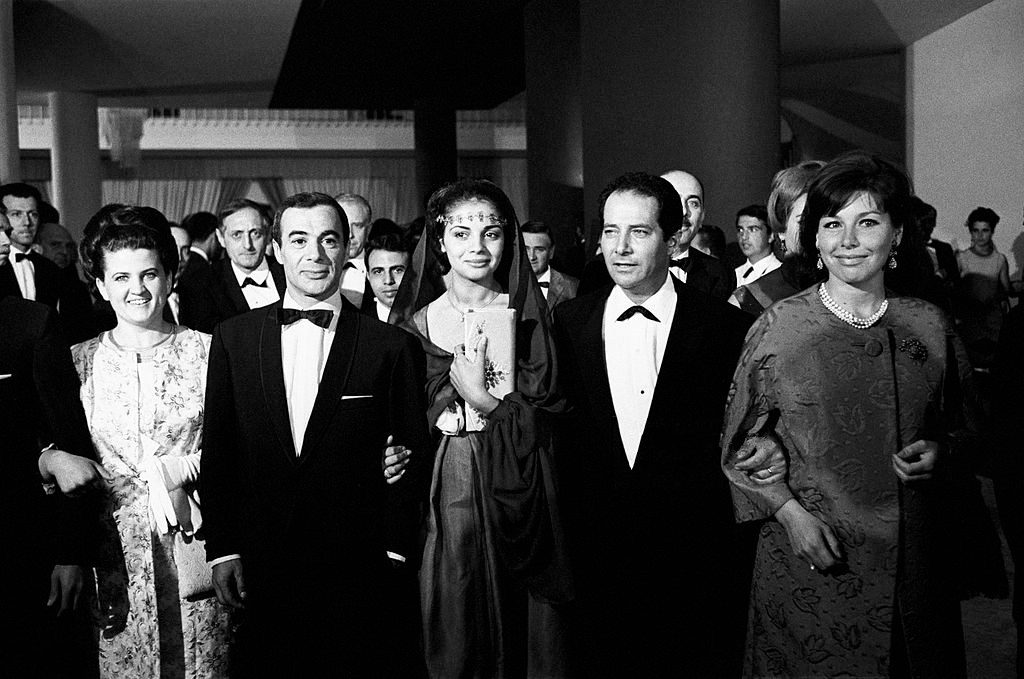
第27回ヴェネツィア国際映画祭にて。妻と、『アルジェの戦い』の原作者・出演者・プロデューサーであるヤセフ・サーディと共に出席した（1966年）。

裕福なユダヤ人の家庭に生まれ、ポンテコルヴォは7人兄弟姉妹の中で育った。ポンテコルヴォの兄ブルーノ・ポンテコルヴォはニュートリノ物理学の先駆者として国際的に知られた科学者である（第二次大戦後ソ連に亡命した）。ジッロ・ポンテコルヴォは映画監督、脚本、映画音楽まで兼ねていることがある。ピサ大学で化学の学位を取った。彼はそこで政治的に対立している勢力のうち、最初は彼は左派の学生や教授グループに属した。卒業後、反ユダヤ主義の台頭で彼はフランスに逃れることになる。彼はイタリアの新聞の海外特派員としてジャーナリズムに入ることができた。
1933年、パリで彼は映画の世界に踏み出すことになる。彼は数本の短編ドキュメンタリーを制作し、助監督を経験し、たとえば『美しい小さな浜辺』（1948）や『狂熱の孤独』（1954）を監督したオランダ人共産主義者イヴ・アレグレの下についたこともある。また、この時代にパブロ・ピカソ、イーゴリ・ストラヴィンスキー、ジャン＝ポール・サルトルのような様々な著名人とも交流をもち視野も広げた。特にスペイン内戦を戦った人々が多数友人となったのはとりわけ影響された。
ポンテコルヴォは1941年にイタリア共産党に入党。彼は北部イタリアを旅しながら、反ファシストのパルチザンを養成し、変名を使っては1943年から1945年まで ミラノ市のレジスタンス運動のリーダーとして戦った。第2次世界大戦後イタリアに帰還し、ポンテコルヴォはジャーナリストをやめて映画製作に軸足を移した。それはロベルト・ロッセリーニの『戦火のかなた』に心うたれたからである。彼は16mmカメラを買い数本のほとんど自分が資本を出しドキュメンタリーを2本作った。
1956年のソ連軍のハンガリー侵攻に失望して、共産党を脱党した。しかしポンテコルヴォはマルキシズムへの関心はまだあり、「私は駄目な革命家ではない。私は単に大勢のイタリアのユダヤ人と同様左翼に入っているだけだ」と述べている。
1957年、初の長編映画である『青い大きな海』 を制作した。これはイタリアのダルメシアン海岸の小さな島での漁師とその家族についての作品であり、不漁に悩む漁師が爆弾を使って密漁を行う。この映画によりカルロヴィ＝ヴァリ映画祭で賞を受けた。ポンテコルヴォは時には数ヶ月または数年という月日をかけて、彼の描きたい社会的な状況を正確に描写するために時間を割いた。
1960年、ナチスの強制収容所を舞台とした『ゼロ地帯』を発表。収容所でカポとなった少女（スーザン・ストラスバーグ）を描いたこの作品は、第33回アカデミー賞で外国語映画賞にノミネートされた。
1966年、『アルジェの戦い』を発表。アルジェリア独立戦争時のアルジェリア側の民衆の抵抗を描いたこの作品はロッセリーニたちのネオ・リアリスモの影響を受けており、ニュース画面のような映像とアマチュア俳優を使い、ほとんど普通のメディアから注目されなかった公民権のない民衆たちを主人公としている第27回ヴェネツィア国際映画祭で金獅子賞を受賞し、第39回アカデミー賞で外国語映画賞に、第41回アカデミー賞で監督賞と脚本賞にノミネートされた。同作品は革命グループと同じくらい政府の戦略家をトレーニングするためのビデオとしても用いられ、アルジェリアにおいては解放闘争の記憶としても残されている。
1969年、アンティル諸島を舞台にマーロン・ブランドを主役に据えた映画『ケマダの戦い』を制作。
1979年、スペインとイタリアの合作で『Operación Ogro』を制作。これはバスク祖国と自由（ETA）が行ったルイス・カレーロ・ブランコ暗殺を描いた作品である。このあとドキュメンタリーを数本撮ったあと、1992年から1994年にかけてヴェネツィア国際映画祭のディレクターを務めた。
2000年、ヴェネツィア国際映画祭でピエトロ・ビアンキ賞を受賞した。
2006年10月12日、心不全によりローマで死去。86歳没。

## 主な監督作品

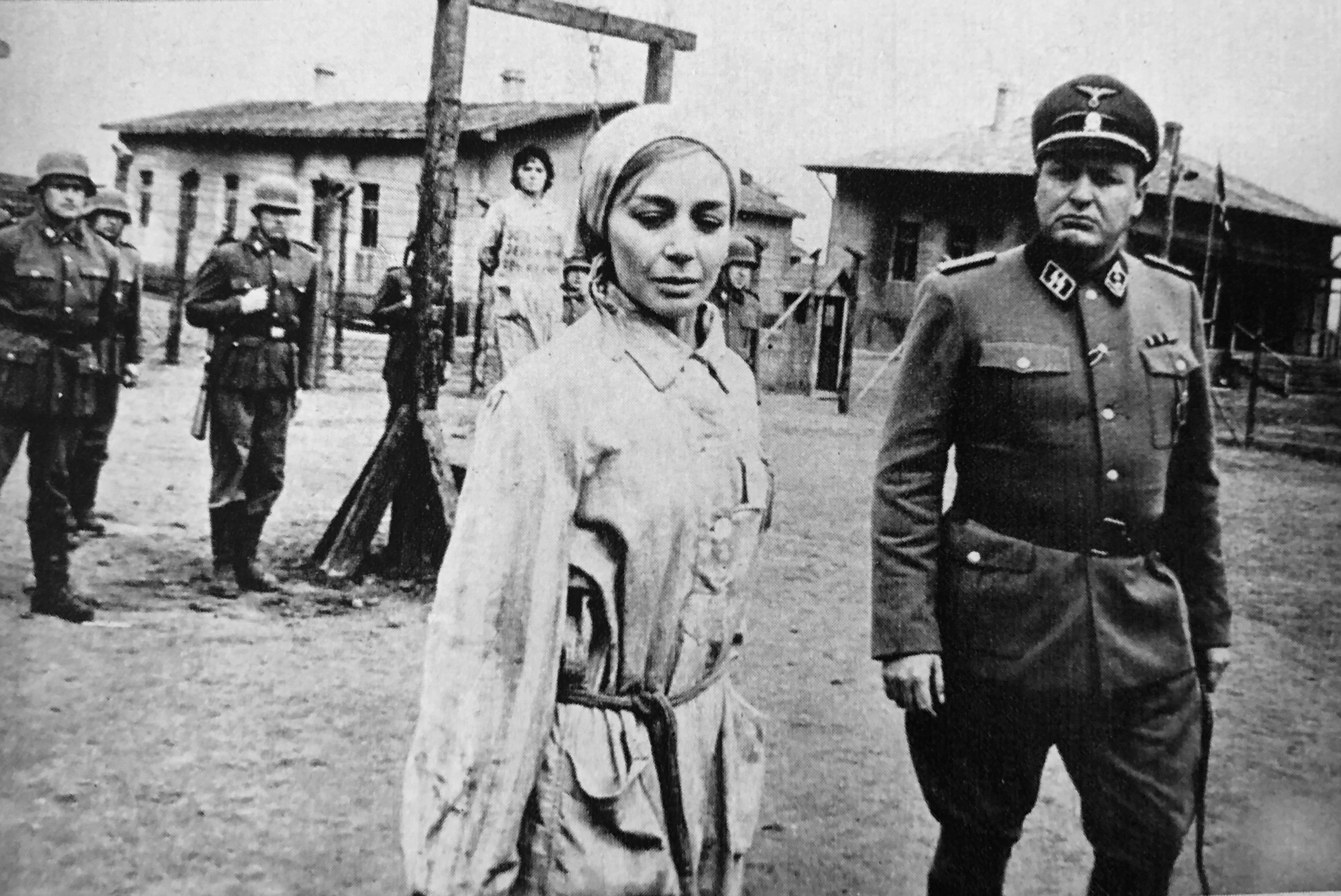
『ゼロ地帯』（1960年）

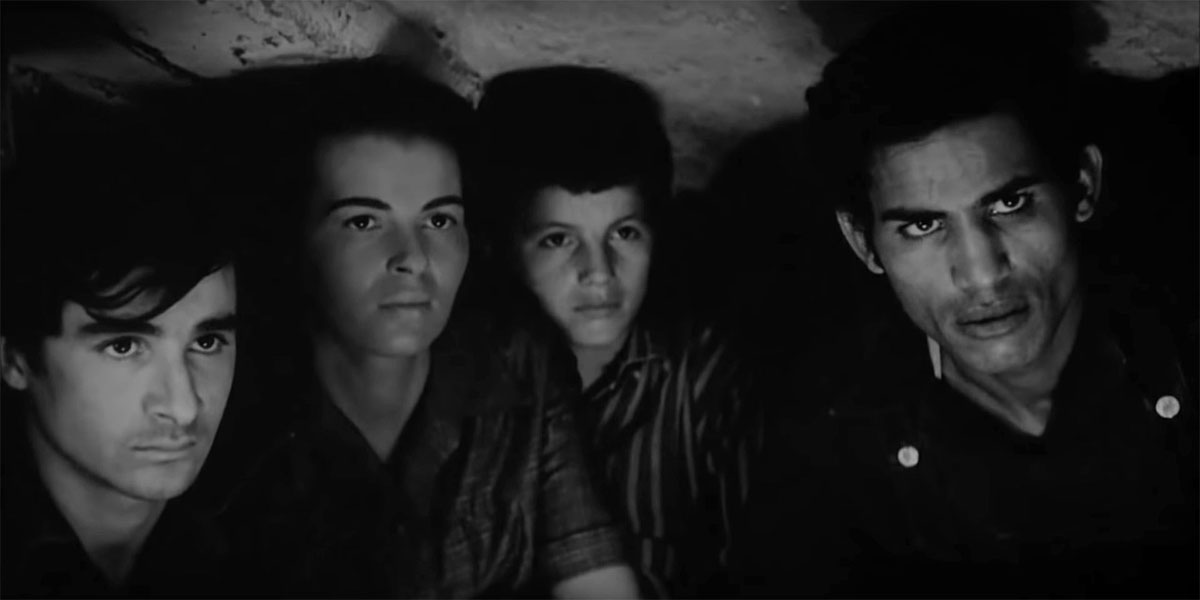
『アルジェの戦い』（1966年）

- 青い大きな海 La Grande strada azzurra (1957)
- ゼロ地帯 Kapò (1960)
- アルジェの戦い La Battaglia di Algeri (1966)
- ケマダの戦い Queimada (1969)
- Operación Ogro (1979)